# TiMidity++
TiMidity++ (широко используется также название TiMidity, название оригинальных версий программы) — программный midi-синтезатор, позволяет проигрывать MIDI-файлы, а также конвертировать их в формат MP3 (нужна библиотека wingogo). Основан на программе TiMidity. Использует табличный метод синтеза, поэтому требует так называемых патчей (patches), которые представляют банк оцифрованных фрагментов звучания различных музыкальных инструментов.
Может также использоваться для вывода MIDI-звука программами типа vkeybd и NoteEdit, имеет режим секвенсора (то есть может использоваться в Windows вместо стандартного синтезатора, также используется в Linux в качестве MIDI-сервера в звуковой системе ALSA)
Существуют версии программы как для Linux, так и для других программных платформ.